# Trans-Afrikaanse weg 9
De Trans-Afrikaanse weg 9 (Engels: Trans-African Highway 9) is volgens het Trans-Afrikaanse wegennetwerk de route tussen Beira en Lobito. De route loopt van oost naar west door Zuidelijk Afrika en heeft een lengte van 3.523 kilometer.

## Route
De weg begint in Beira, een stad in Mozambique aan de Indische Oceaan. Daarna loopt de weg westwaarts naar Zimbabwe. In Zimbabwe loopt de weg via de hoofdstad Harare naar Zambia. In dit land wordt eerst de T2 gevolgd. Vanaf Chikwe loopt ook de Trans-Afrikaanse weg 4 mee. Na de hoofdstad Lusaka en de stad Kapiri Mposhi lopen de T2 en Trans-Afrikaanse weg 4 verder richting het oosten. De Trans-Afrikaanse weg 9 loopt vanaf hier over de T3 naar het noorden, richting Congo-Kinshasa. Vanaf Lubumbashi in Congo tot in Oost-Angola is de weg onverhard. In Angola wordt de Trans-Afrikaanse weg 3 gekruist bij Alto Hama en eindigt de weg bij Lobito aan de Atlantische Oceaan.

## Nationale wegnummers
De Trans-Afrikaanse weg 9 loopt over de volgende nationale wegnummers, van oost naar west:
| Nummer         | Tracé                          |
| Mozambique     | Mozambique                     |
| -------------- | ------------------------------ |
| EN6            | Beira - Zimbabwe               |
| Zimbabwe       |                                |
| A3             | Mozambique - Harare            |
| A1             | Harare - Zambia                |
| Zambia         |                                |
| T2             | Zimbabwe - Kapiri Mposhi       |
| T3             | Kapiri Mposhi - Congo-Kinshasa |
| Congo-Kinshasa |                                |
| N1             | Zambia - Nguba                 |
| N39            | Nguba - Angola                 |
| Angola         |                                |
| N250           | Congo-Kinshasa - Lobito        |

1 · 
2 · 
3 · 
4 · 
5 · 
6 · 
7 · 
8 · 
9